# Râul Rogozu
Râul Rogozu este un curs de apă în România, unul din cele două brațe care formează râul Măgura.

## Hărți
- Harta județului Brașov

1. ↑  Stoian, Gabriel (2020). Dicționar geografic al județului Prahova. Ploiești - Mileniul III. p. 341.